# Acer Iconia A500/A501
Acer Iconia A500/A501 – tablet firmy Acer, który jako pierwszy osiągnął wynik ponad miliona sprzedanych egzemplarzy. Jest to też jeden z pierwszych tabletów z systemem Android.

## Opis i specyfikacja
Tablet Acer Iconia A500/A501 został wyposażony w ekran TFT o rozdzielczości 1200x800 px i przekątnej 10.1". Proporcja ekranu: 16:10. Ekran dotykowy chroni wzmocniona szyba Gorilla Glass. Tył obudowy jest wykonany z aluminium. Model A500 nie posiada modułu GSM. Układ SoC został wyprodukowany przez Nvidia; jest nim model Tegra 2. Bazuje on na dwurdzeniowym procesorze ARM Cortex A9, taktowanym 1 GHz. Acer Iconia A500/A501 może mieć 16 lub 32 GB zainstalowanej pamięci wewnętrznej z możliwością rozszerzenia za pomocą karty microSD do 32 GB. GPU to także produkt Nvidia – ULP GeForce, posiadający 8 rdzeni. Urządzenie firmy Acer wyposażone jest w dwa głośniki (znajdujące się z tyłu urządzenia), oraz dwa aparaty – tylny (główny), o rozdzielczości 5 Mpx, oraz przedni – 2 Mpx. Urządzenie nie umożliwia telefonicznych połączeń głosowych.